# Ішіда Урю
Іші́да Урю́ (яп. 石田 雨竜) — однокласник Ічіґо, один з останніх представників раси квінсі.
Ішіда — чорноволосий парубок середнього зросту (170 см). В основному носить шкільну форму, а також окуляри. Вік — 15 років.
Вираз обличчя у нього зазвичай, як і в Ічіґо, трохи сердитий, строгий та нахмурений. Ніколи не посміхається.
За характером досить гордий, обачливий, запасливий (постійно з собою щось носить, наприклад, аптечку або набір для шиття). Прагне виглядати холоднокровним та урівноваженим, але інколи переграє і виглядає трохи безглуздо. Буває інколи незграбний. Працелюбний та старанний, якщо береться до роботи, виконує її швидко та акуратно. Не любить відкладати справи на потім. Прагне завжди відповідати за свої слова.
З часом помітно міняється: спочатку надмірно замкнутий, але поступово розкривається та більш охоче спілкується з довколишніми людьми.
На відміну від шиніґамі, які в битві в першу чергу покладаються на меч (дзампакто), квінсі використовують лук та стріли. Вони створені з часток духовної енергії, яку витягують з навколишнього світу, — в протилежність шиніґамі, які використовують власну внутрішню духовну енергію.